# Birkesig
Birkesig er en lille bebyggelse på Djursland, beliggende i Rosmus Sogn, ca. 50 kilometer fra Aarhus.
Stedet ligger i Syddjurs Kommune og tilhører Region Midtjylland.
|  | Denne artikel om lokaliteten Birkesig kan blive bedre, hvis der indsættes et (bedre) billede. Du kan hjælpe ved at afsøge Wikimedia Commons for et passende billede eller lægge et op på Wikimedia Commons med en af de tilladte licenser og indsætte det i artiklen. |

56°18′N 10°48′Ø / 56.300°N 10.800°Ø